# Rugoglobigerinidae
Rugoglobigerinidae es una familia de foraminíferos planctónicos de la superfamilia Globotruncanoidea, del suborden Globigerinina y del orden Globigerinida. Su rango cronoestratigráfico abarca desde el Coniaciense hasta el Maastrichtiense (Cretácico superior).

## Discusión
Clasificaciones posteriores han incluido Rugoglobigerinidae en la superfamilia Globigerinoidea.

## Clasificación
Rugoglobigerinidae incluye a los siguientes géneros:
- Archaeoglobigerina †
- Bucherina †, también incluido en la subfamilia Helvetiellinae
- Kuglerina †
- Plummerita †
- Rugoglobigerina †
- Trinitella †

En Rugoglobigerinidae se han considerado las siguientes subfamilias:
- Subfamilia Helvetiellinae †
- Subfamilia Rugoglobigerininae †

Otros géneros considerados en Rugoglobigerinidae y actualmente considerados en otras familias son:
- Gansserina †, también incluido en la familia Globotruncanidae
- Rugotruncana †, también incluido en la familia Globotruncanidae

Otros géneros considerados en Rugoglobigerinidae son:
- Fissoarchaeoglobigerina †, aceptado como Archaeoglobigerina
- Helvetiella †, también incluido en la subfamilia Helvetiellinae
- Kassabella †, aceptado como Archaeoglobigerina
- Plummerella †, sustituido por Plummerita
- Radotruncana †, considerado subgénero de Plummerita, Plummerita (Radotruncana)